# Caerwyn Roderick
Caerwyn Eifion Roderick (* 15. Juli 1927 in Ystradgynlais, Brecknockshire; † 16. Oktober 2011) war ein britischer Politiker der Labour Party, der den walisischen Wahlkreis Brecon and Radnor von 1970 bis 1979 im Unterhaus (House of Commons) vertrat.

## Leben
Nach dem Schulbesuch studierte Roderick am University College of North Wales und war nach Beendigung des Studiums von 1949 bis 1952 als Lehrer an der Caterham School in Surrey tätig sowie nach einer Tätigkeit bei der Nationalen Kohlenbehörde (National Coal Board) zwischen 1954 und 1957 als Mathematiklehrer an der Brecon Boys’ Grammar School. Nach einer erneuten Tätigkeit bei National Coal Board war er von 1960 bis 1969 Mathematiklehrer an der Hartridge High School in Newport.
1969 wurde er zum Nachfolger von Tudor Watkins nominiert, der seit 1945 als Mitglied der Labour Party den Wahlkreis Brecon and Radnor im Unterhaus vertrat. Bei den Unterhauswahlen am 18. Juni 1970 gewann Roderick mit einer Mehrheit von 4844 Stimmen – wenig mehr als die Hälfte der Mehrheit, die Watkins bei seiner letzten Wiederwahl 1966 erzielt hatte. Er stellte sein parlamentarisches Talent bei seiner Jungfernrede, in der er mit Witz und Voraussicht über notwendige parlamentarische Reformen sprach, die erst mehrere Jahre später durchgeführt wurden. Bei der Unterhauswahl vom 28. Februar 1974, nach der die Labour Party mit Harold Wilson wieder den Premierminister stellen konnte, erhielt er im Wahlkreis Brecon and Radnor eine Mehrheit von gerade noch 2277 Wählerstimmen. Auch bei der Unterhauswahl vom 10. Oktober 1974, die der Labour Party ein landesweit besseres Ergebnis einbrachte, errang er lediglich eine Mehrheit von 3012 Stimmen.
1974 wurde Roderick, der ein starker Befürworter einer National Assembly for Wales und Gegner des Vietnamkrieges war, Parlamentarischer Sekretär von Staatsminister Eric Heffer, danach von Industrieminister Tony Benn und zuletzt 1975 bis 1979 von Arbeitsminister Michael Foot.
Obwohl er aktiv im Unterhaus war, konnte er die stetige Zuneigung seines von der Landwirtschaft geprägten Wahlkreises zur Conservative Party nicht aufhalten, zumal Margaret Thatcher nach ihrer Wahl zur Vorsitzenden der Konservativen 1975 zu niedrigeren Steuern und weniger Regulierungen aufrief. In den folgenden Jahren kämpfte er um seinen Wahlkreis, um die beabsichtigte Überflutung des Senni Valley zu verhindern oder um einen kostenlosen öffentlichen Personennahverkehr zu erreichen, insbesondere für abgelegene landwirtschaftliche Ortschaften. Außerdem war er gegen die Schließung von Eisenbahnverbindungen und forderte billigeres Benzin für ländliche Gegenden. Außerdem lehnte er die Apartheidspolitik Südafrikas ab sowie den gemeinsamen Markt Europas und gehörte 1977 zu den Unterzeichnern eines in der Zeitschrift Tribune veröffentlichten Briefes, das den gemeinsamen europäischen Binnenmarkt als vollkommenes Desaster bezeichnete. 
Bei den Unterhauswahlen vom 3. Mai 1979 erlitt er eine Niederlage gegen Tom Hooson, seinen Herausforderer von den konservativen Tories, und schied aus dem Unterhaus aus.
Im Anschluss engagierte er sich in der walisischen Kommunalpolitik und war von 1980 bis 1986 Mitglied des Grafschaftsrates von South Glamorgan. Daneben war er dort zwischen 1980 und 1991 Bezirksvorsitzender der National Union of Teachers (NUT), der britischen Lehrergewerkschaft, die er bereits während seiner Zeit als Unterhausabgeordneter beriet.